# Ernst Oppert
Pour les articles homonymes, voir Oppert.
Ernst Jakob Oppert (5 décembre 1832 - 19 septembre 1903) est un homme d'affaires juif allemand surtout connu pour sa tentative infructueuse en 1868 de retirer les restes du père du régent Yi Ha-eung de sa tombe afin de l'utiliser pour faire chanter le régent afin de supprimer les barrières commerciales coréennes.

## Biographie
Oppert est né dans une riche famille de banquiers de Hambourg. Deux de ses frères, Julius et Gustav, deviennent des orientalistes allemands de premier plan, tandis qu'Ernst ouvre une entreprise commerciale en 1851 à Hong Kong. Lorsque cette compagnie fait faillite en 1867, il s'intéresse au commerce avec la Corée, qui à cette époque suit une politique isolationniste stricte et est un royaume ermite, avec un marché fermé aux occidentaux. Cependant, Oppert visite le pays secrètement à plusieurs reprises. Bien qu'Oppert lui-même n'ait aucune expérience dans l'apprentissage de la langue coréenne, il juge que cette langue est beaucoup plus difficile à apprendre que le chinois ou le japonais.

## Tentative de vol du tombeau du prince Namyeon
Lors de son séjour à Shanghai, Oppert rencontre un prêtre français, Stanislas Féron, qui a élaboré un plan visant à exhumer et à retenir en otage les restes du père du régent Yi Haeung, qui dirige le pays pour son fils, le roi Gojong, afin de les utiliser pour le faire chanter et l'obliger à ouvrir le pays au commerce. Rapprovisionnés en argent et en armes par un Américain, EFB Jenkins, ils partent le 30 avril 1868. Lorsqu'ils atteignent le tombeau, ils tentent de voler le corps, mais sont arrêtés par la dalle de pierre massive qui recouvre les restes du prince Namyeon et doivent partir sans avoir atteint leur objectif. On pense que cette pierre était de l’acier, mais c’était en fait de la chaux vive. Sur le chemin du retour, ils sont engagés dans une bataille par des soldats coréens et leur groupe doit fuir le pays. L’incident provoque la colère des Coréens, qui étaient désormais encore moins enclins à commercer avec les étrangers.

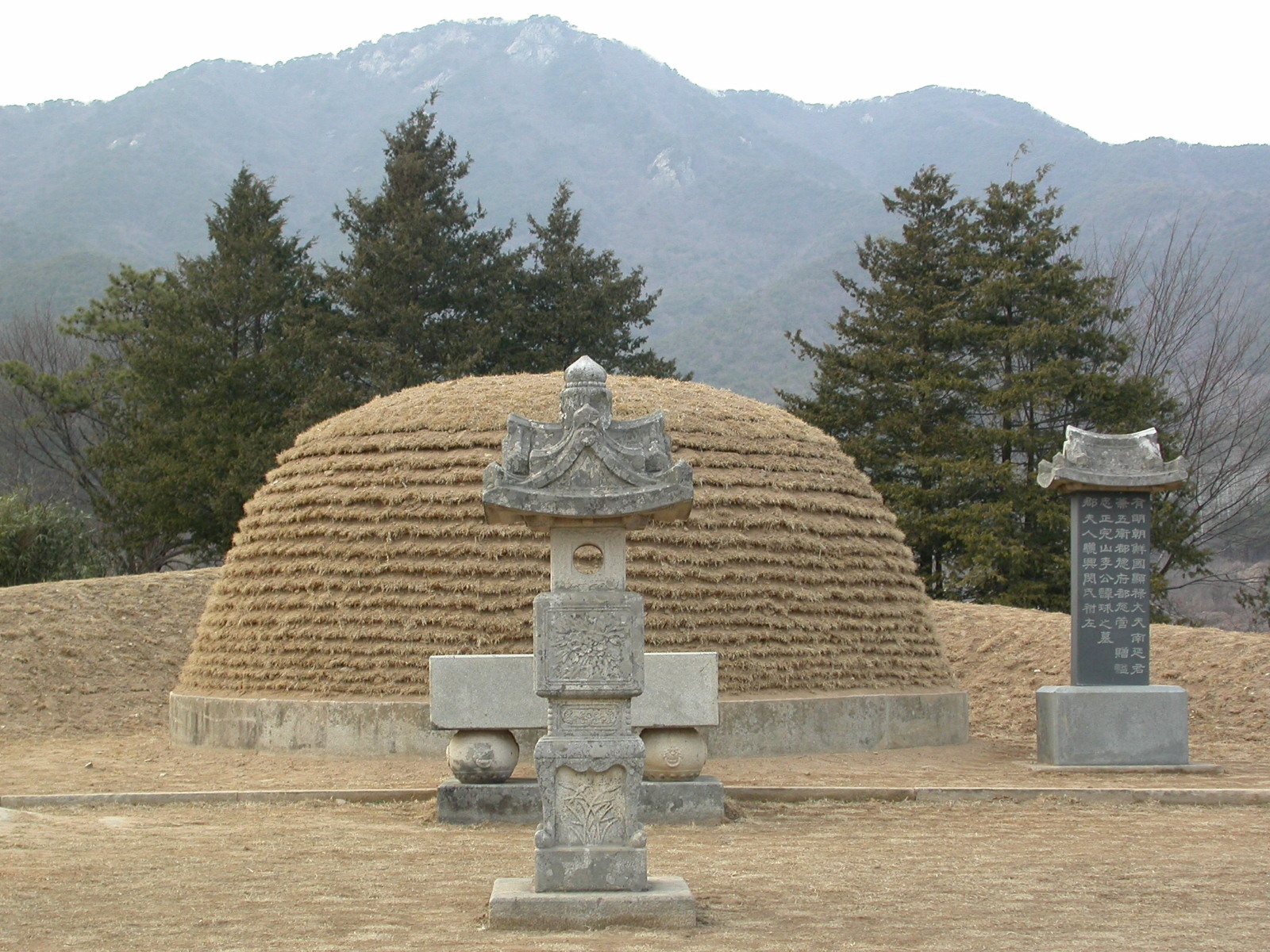
Le tombeau du prince Namyeon

Selon Arnold Henry Savage Landor, l'histoire du raid infructueux d'Oppert sur les tombes est encore bien connue en Corée vers la fin du XIXe siècle et est racontée aux étrangers à leur arrivée, l'un des membres du groupe de raid vivant apparemment encore alors à Chemulpo.

## Fin de carrière
Oppert retourne en Allemagne, où il mène par la suite une vie d'homme d'affaires sans histoire. Certaines sources affirment qu'il aurait passé quelques mois en prison pour cet épisode de pillage de tombes,,. En 1880, il publie un livre sur la Corée intitulé Ein verschlossenes Land. Reisen nach Corea. Il est publié à l'origine par Brockhaus à Leipzig et a également été traduit en anglais.